# Ordynariat Rumunii
Ordynariat Rumunii - ordynariat dla wiernych obrządku ormiańskiego w Rumunii, powstał w 1930. Od 2 września 2020 funkcję administratora apostolskiego dla katolików ormiańskich pełni arcybiskup Alba Iulia - Gergely Kovács. 